# Meioneta flandroyae
Meioneta flandroyae är en spindelart som beskrevs av Rudy Jocqué 1985. Meioneta flandroyae ingår i släktet Meioneta och familjen täckvävarspindlar. Inga underarter finns listade i Catalogue of Life.